# Samvetsklausulen
Den så kallade samvetsklausulen, som antogs i samband med Svenska kyrkans kyrkomöte 1958, var tänkt att garantera en fortsatt hemortsrätt och ett samvetsskydd för de präster som motsatte sig den ordning med kvinnliga präster som riksdagen antagit våren 1958 och som kyrkomötet därefter accepterade hösten samma år, efter att först ha röstat emot ordningen år 1957.
Samvetsklausulen garanterade att den som var emot kvinnliga präster inte skulle behöva tjänstgöra "in sacris" (gemenskap i de heliga tingen eller handlingarna, till exempel dela ut nattvard) med kvinnopräster. De prästkandidater som var emot nyordningen skulle också kunna avlägga sina prästlöften utan att behöva bejaka ordningen, och de som var biskopar skulle inte emot sin vilja tvingas att viga kvinnor till präster.
Samvetsklausulen sågs som en viktig del av reformen från Svenska kyrkans sida, men kom snart att urholkas. Efter 1958 har regeringen aldrig utnämnt en "kvinnoprästmotståndare" till biskop, med undantag för Visby stift 1962 och Göteborgs stift 1970 då alla tre kandidaterna som regeringen kunde välja på motsatte sig ordningen. Denna utveckling förutsåg domprosten Gustaf Adolf Danell som själv var på förslagsrum i åtta olika biskopsval, men aldrig utsågs till biskop, vilket troligen berodde just på hans avvisande hållning till ordningen med kvinnliga präster. Även i fråga om utnämningar av domprostar kom regeringarna att nästan helt utesluta dem som avvisade ordningen med kvinnliga präster. 
Successivt har samvetsklausulen upphört att gälla och dess tidigare formella juridiska status är omtvistad.
Riksdagen upphävde 1958 års lag om kvinnas behörighet till prästerlig tjänst efter beslut i kyrkomötet 1982. Lagen om jämställdhet mellan kvinnor och män i arbetslivet (1979:1118) kom därigenom att gälla fullt ut också för Svenska kyrkans verksamhet. Samvetsklausulen kunde därmed inte längre åberopas. Motståndet fortsatte emellertid och kyrkomötet 1993 beslutade därför att den som motsatte sig kollegor av kvinnligt kön inte skulle få prästvigas. Inte heller det betyder att motståndet upphört. Svenska kyrkans fria synod som bildades efter kyrkomötet 1982 motsätter sig präster av kvinnligt kön. Organisationen består av ungefär 1 500 medlemmar, både präster och lekmän. Som en reaktion mot beslutet 1993 bildades även Missionsprovinsen.